# Il franco cacciatore
Il franco cacciatore (titolo originale Der Freischütz) è un Singspiel in tre atti di Carl Maria von Weber su libretto di Johann Friedrich Kind scritto tra il 1817 e il 1821.

## Storia
Già dal 1810 Weber, leggendo la novella che è alla base del Franco cacciatore mentre si trovava nel convento di Neuburg presso Heidelberg, ne era rimasto colpito ed aveva pensato di farne un'opera, tanto da tracciarne già da allora un abbozzo di trama. Il progetto venne ripreso solo nel 1817 dopo che il musicista aveva ottenuto l'incarico di direttore dell'Opera di Dresda. Poiché a quel tempo il melodramma italiano aveva solide radici proprio nel teatro di Dresda, la posizione di direttore permetteva a Weber di contrastarla con un modello di rappresentazione che doveva fondarsi sulla tradizione del popolo tedesco. Weber conobbe all'epoca l'avvocato e autore di commedie musicali Johann Friedrich Kind e gli chiese di scrivere un libretto sull'argomento. In soli dieci giorni Kind fornì il testo al musicista.
Inizialmente il titolo era Der Probeschuss ("Il tiro di prova"), e quindi Die Jägersbraut ("La fidanzata del cacciatore"). La stesura musicale invece andò a rilento a causa dei molteplici impegni di Weber a Dresda; egli iniziò la composizione il 2 luglio 1817 scrivendo subito il duetto del secondo atto fra Agathe e Annchen. Il musicista intervenne più volte, con felici intuizioni, per modificare il libretto, riducendo anche gli atti da quattro a tre. La composizione fu ultimata a Berlino il 28 maggio 1821; la prima rappresentazione avvenne il 18 giugno dello stesso anno al Konzerthaus Berlin con la direzione dell'autore stesso e riscosse subito un grande successo facendo di Weber un autore celebrato ed ammirato.
Sappiamo che il singspiel di Weber giunse assai presto in Italia: una prima traduzione, databile al 1823 e scritta da un certo professor “Giuseppe A.”, venne messa in scena al San Carlo di Napoli (questa traduzione sopravvive in alcune copie conservate presso la Biblioteca del Conservatorio di Napoli). Sino al 1940, in Italia, il capolavoro di Weber venne presentato sempre in versione ritmica.
Nel 1843 il singspiel fu allestito al Teatro La Pergola di Firenze col titolo Il Bersagliere. Tuttavia, la traduzione più nota del libretto di Kind reca la firma di Franco Faccio, collega e amico di Arrigo Boito. 
Per volere dell’illustre amico musicista, Faccio diresse la prima scaligera nel 1872, sostituendo il parlato con alcuni recitativi scritti di proprio pugno. Questa versione andò in scena col titolo Il Franco Cacciatore, anche se la traduzione corretta dovrebbe essere “il tiratore libero.”

## Trama
Più caro diletto la vita non ha.
Al suon dei corni, sul prato giacere,
Il cervo incalzare, il daino atterrar...
Ritornello: O gioia rubesta, o fiero diletto
Che tutte ridesta le forze nel cor!
E quando alla sera, io riedo al mio tetto
Con Bacco m’attende l’ebbrezza d’amor.
Tra la la la la la!
Il freddo ne’ boschi, l’ardor sulle rupi,
La pioggia, la neve sappiamo spezzar.
La strage de’ cervi, degli orsi, de’ lupi
Che fan le sementi ne’ campi infestar.
( Coro di Cacciatori, Atto terzo, scena ultima.)»
L'azione si svolge in Boemia, verso il 1625, poco prima della fine della Guerra dei trent'anni.
- Atto primo

Vicino ad una foresta, davanti ad un'osteria, il giovane Kilian, un contadino arricchito, sconfigge in una gara di tiro al bersaglio il guardacaccia Max, un tempo il miglior tiratore del posto. Max, deriso, sta per azzuffarsi con Kilian, quando giunge Kuno, il vecchio guardaboschi, che lo ferma e gli dice che non gli concederà in moglie sua figlia Agathe se non vincerà la gara del giorno dopo davanti al principe Ottokar. Max, avvilito, rimane solo e viene raggiunto da Kaspar, un cacciatore da tempo avvezzo a pratiche demoniache, che gli propone l'uso di proiettili magici che solo lui sa dove prendere. Max esita, ma quando Kaspar gli fa abbattere un'aquila che volava molto in alto col suo fucile stregato, si convince ed accetta di incontrarsi con lui a mezzanotte nell'orrida Gola del Lupo per avere le pallottole magiche.
- Atto secondo

Agathe, innamorata da tempo di Max, è in casa e viene colpita sulla fronte da un quadro caduto dalla parete; la ragazza interpreta il fatto come un presagio funesto, ma l'amica Ännchen, che è anche sua parente, la rassicura e la distrae dal prolungato ritardo del fidanzato. Arriva infine Max portando l'aquila uccisa; vede la fronte fasciata di Agathe e si turba quando apprende che il quadro l'ha ferita proprio alle sette di sera, l'ora in cui egli aveva abbattuto l'aquila. Egli si allontana poi dicendo che andrà a recuperare un cervo. Intanto Kaspar, mentre si preannuncia un temporale, sta preparando l'incantesimo nella Gola del Lupo ed evoca a tale scopo Samiel, demonio dall'aspetto simile a quello di un uomo dalla pelle nera, a cui Kaspar ha ceduto l'anima. Il patto impone che Kaspar, per vivere ancora, debba procurare a Samiel un'altra anima, ed egli propone quella di Max che sta per giungere in cerca dei proiettili magici. Samiel accetta e prima di scomparire tra il fragore dei tuoni mette a punto il piano con Kaspar: l'ultimo dei proiettili sparati da Max colpirà Agathe, con conseguente condanna a morte del giovane. Kaspar inizia a fondere il piombo per realizzare i proiettili mentre giunge Max inquieto e spaventato dalla tempesta che intanto si scatena; appaiono quindi demoni e spettri evocati dalle formule magiche e scaturiscono fiamme dal sottosuolo; la tempesta abbatte infine a terra i due cacciatori.
- Atto terzo

Il giorno dopo Max, volendo provare il fucile prima della gara, si dirige con Kaspar nella foresta. Qui mette a segno tre colpi su quattro e chiede a Kaspar un'altra pallottola, ma questi gliela nega poiché è l'ultima ed è quella del diavolo; Samiel potrà infatti indirizzarla dove vuole. Intanto Agathe, nella sua stanza, prova l'abito da sposa e racconta di aver sognato di essere una colomba e di venire colpita da Max. Il quadro cade di nuovo dalla parete, stavolta senza colpire nessuno: Agathe si spaventa ma Ännchen anche stavolta la invita a non preoccuparsi, mentre giungono le damigelle per i festeggiamenti. Arriva l'ora della gara e il principe Ottokar riunisce i suoi ospiti. Inizia la sfida e Max viene invitato dal principe a colpire una colomba; Agathe, ricordando il sogno, caccia un grido, ma il colpo parte e ferisce a morte Kaspar che si era arrampicato sugli alberi. Il principe chiede spiegazioni dell'accaduto; Max confessa di essersi procurato proiettili stregati da Kaspar ed invoca il perdono. Un eremita intercede per il giovane, che riesce ad ottenere la grazia del principe a patto di saper mantenersi onesto per un anno, dopodiché potrà sposare Agathe. Il singspiel si chiude con un coro di ringraziamento a Dio.

## Struttura musicale
- Ouverture

### Atto I
- N. 1 - Introduzione Ah, ah! brav! herrlich getroffen! (Coro, Max, Kilian)
- N. 2 - Terzetto O! diese Sonne! (Max, Kuno, Kaspar, Coro)
- N. 3 - Valzer, Recitativo e Aria Nein! länger trag' ich nicht die Qualen (Max)
- N. 4a - Lied Hier im ird'schen Jammerthal (Kaspar)
- N. 4b - Lied Eins ist Eins und Drei sind Drei! (Kaspar)
- N. 4c - Lied Ohne dies Trifolium (Kaspar)
- N. 5 - Aria Schweig! Schweig! damit dich niemand warnt! (Kaspar)

### Atto II
- N. 6 - Duetto Schelm! halt fest! (Annchen, Agathe)
- N. 7 - Arietta Kommt ein schlanker Bursch gegangen (Annchen)
- N. 8 - Scena ed Aria Wie nahte mir der Schlummer (Agathe)
- N. 9 - Terzetto Wie? Was? Entsetzen! (Agathe, Annchen, Max)
- N. 10a - Finale Milch des Mondes fiel aufs Kraut! (Coro, Kaspar, Samiel, Max)
- N. 10b - Melologo Zuerst das Blei. Etwas gestossenes (Kaspar, Eco)

### Atto III
- N. 11 - Intermezzo
- N. 12 - Cavatina Und ob die Wolke sie verhülle (Agathe)
- N. 13 - Romanza ed Aria Einst träumte meiner sel'gen Base (Annchen)
- N. 14a - Canzone popolare Horch! da Kommen schön die Brautjungfern! (Annchen, Damigelle, Coro)
- N. 14b - Canzone popolare e ripresa Schöner, grüner Jungfernkranz (Annchen, Damigelle, Coro, Agathe)
- N. 15 - Coro dei cacciatori Was gleicht wohl auf Erden dem Jägervergnügen
- N. 16 - Finale Schaut, o schaut (Coro, Agathe, Annchen, Max, Kuno, Kaspar, Ottokar, Eremita)

## Analisi

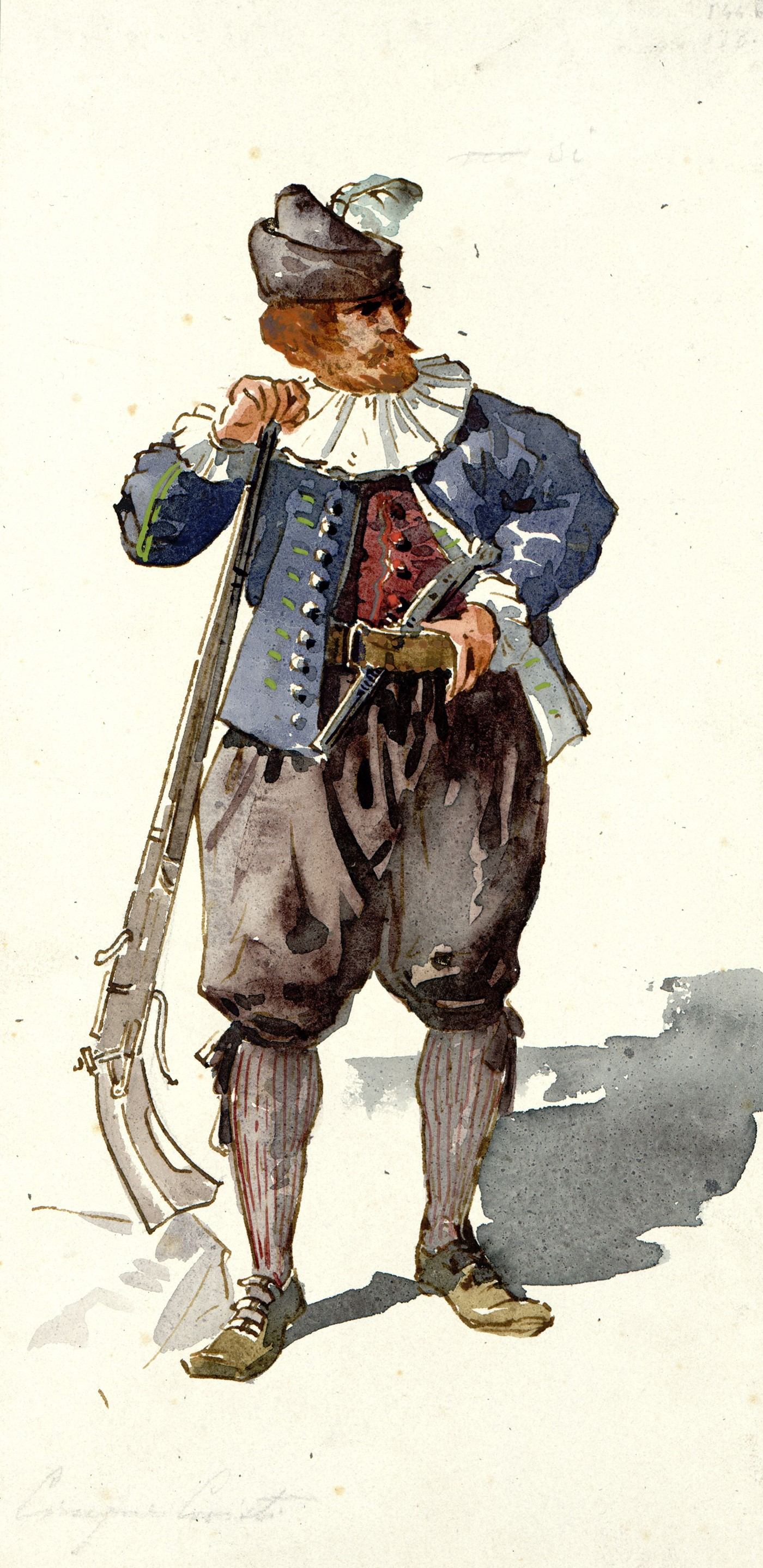
Cacciatore, figurino per Der Freischutz (1906). Archivio Storico Ricordi

La prima rappresentazione de Il franco cacciatore si annovera fra gli avvenimenti più importanti legati all'opera tedesca non solo perché la composizione divenne subito celebre, ma soprattutto perché era la prima vera importante opera del romanticismo tedesco. Weber con questo lavoro riuscì in pieno a creare un modello esemplare di "opera nazionale tedesca" in contrapposizione a quella italiana che allora imperava. Egli scrisse utilizzando la lingua tedesca, basandosi su una forma teatrale già utilizzata in passato, il singspiel, alternanza di canto e recitazione, che gli permise di comporre passando facilmente da un brano all'altro rendendo ognuno autonomo musicalmente. L'argomento trattato, i personaggi eroici, un profondo senso della natura, i luoghi tenebrosi, l'aspetto soprannaturale e misterioso sono tutti elementi che fanno parte dell'immaginario romantico; tutto questo è centrale e potente soprattutto nella famosa e drammatica scena della Valle del lupo. Il senso della natura e del mistero sono sottolineati in modo magistrale dal sapiente uso del timbro degli strumenti; così il corno, con i suoi suoni che sembrano provenire da lontano, rievocando echi della foresta; il clarinetto che ricorda uno struggente lamento di dolore delle anime dannate; ancora il tremolo ovattato degli archi che sottolinea, con dei pianissimo, l'entrata in scena delle forze oscure tentatrici ed i colpi del timpano che stanno ad indicare l'arrivo del tenebroso Samiel. Altro elemento caratteristico dell'opera è l'avvicinamento alla melodia popolare, soprattutto tedesca, come nel coro dei cacciatori, dove l'utilizzo degli jodel sottolinea con allegria il brindisi rassicurante per il giorno a venire. Significativo è il fatto che l'Ouverture sia stata composta al termine della stesura dell'opera; essa riassume infatti i vari aspetti di tutto il lavoro, ne suggerisce gli svolgimenti e l'atmosfera, sottolineando i diversi motivi melodici principali anticipando così il concetto wagneriano del Leitmotiv.

## Organico orchestrale
Due ottavini, due flauti, due oboi, due clarinetti, due fagotti, quattro corni, due trombe, tre tromboni, timpani, archi.

## Ulteriore utilizzo
Per l’evento Garser Wein 2014, l’artista austriaco Matthias Laurenz Gräff ha dipinto il trittico “Garser Wein 2014 – Der Freischütz – Eros, Pathos, Agape” con il tema Der Freischütz in combinazione con un nudo femminile.

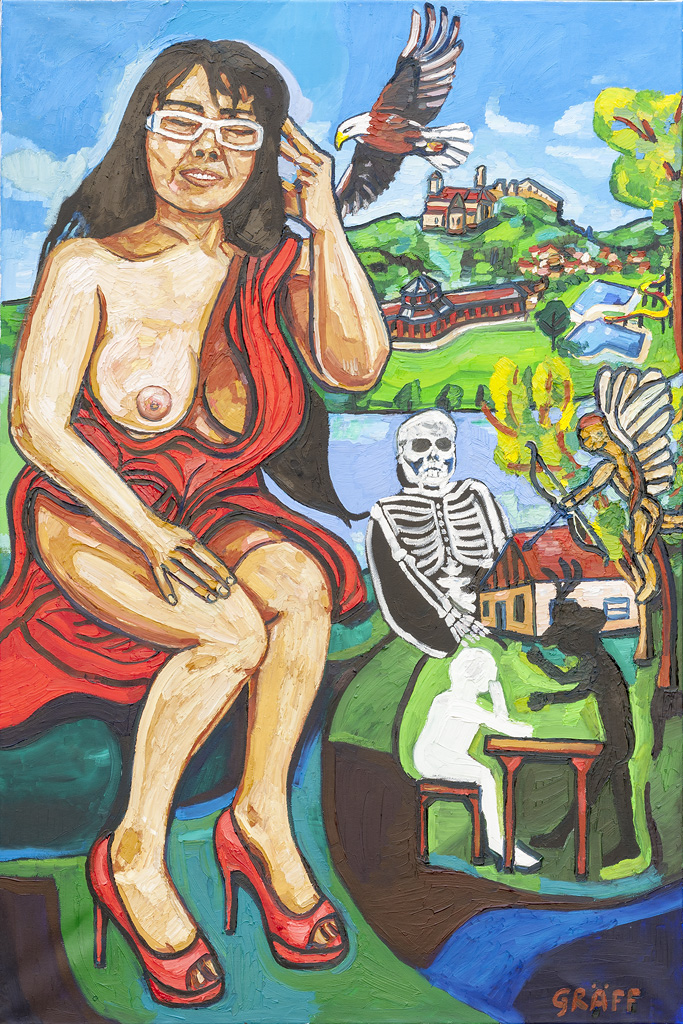
Garser Wein - Der Freischütz - Eros
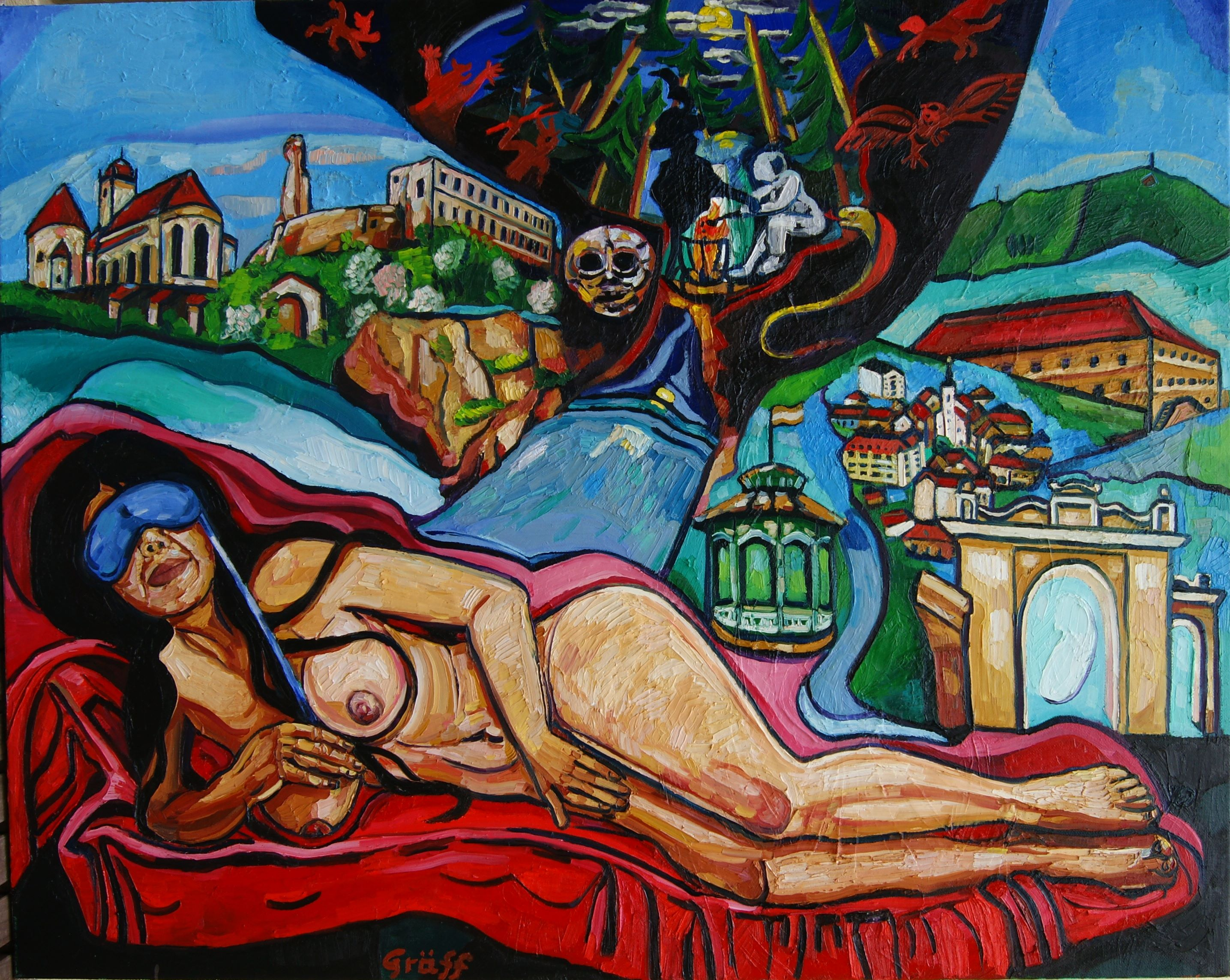
Garser Wein - Der Freischütz - Pathos
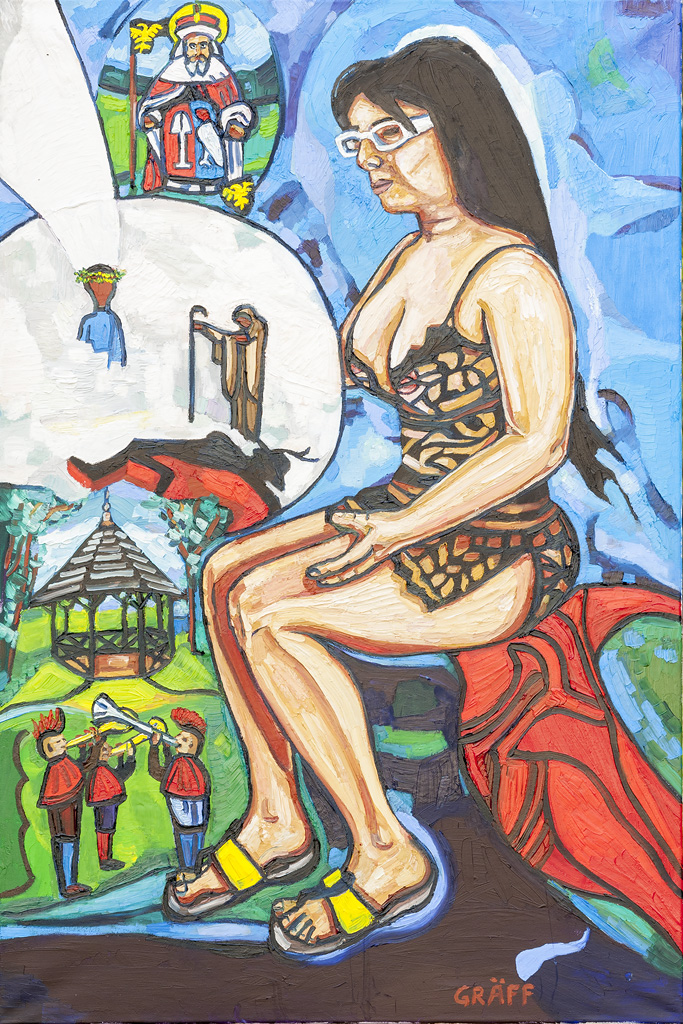
Garser Wein - Der Freischütz - Agape